# Часник гірський
Часник гірськи́й, також цибу́ля гірська́, або чісник лудник (Allium lusitanicum, syn. Allium montanum)  — багаторічна рослина родини цибулевих. Підземні органи представлені цибулиною, надземна частина являє собою розетку лінійних листків із квітконосами, що несуть напівкулясті бузкові суцвіття-зонтики. Вид поширений у більшості європейських країн, де приурочений до гірських областей, що й відбито в його назві. Регіонально рідкісна рослина, занесена до Червоної книги Молдови та списку охоронюваних рослин Тернопільської області України. Декоративна культура.

## Назва

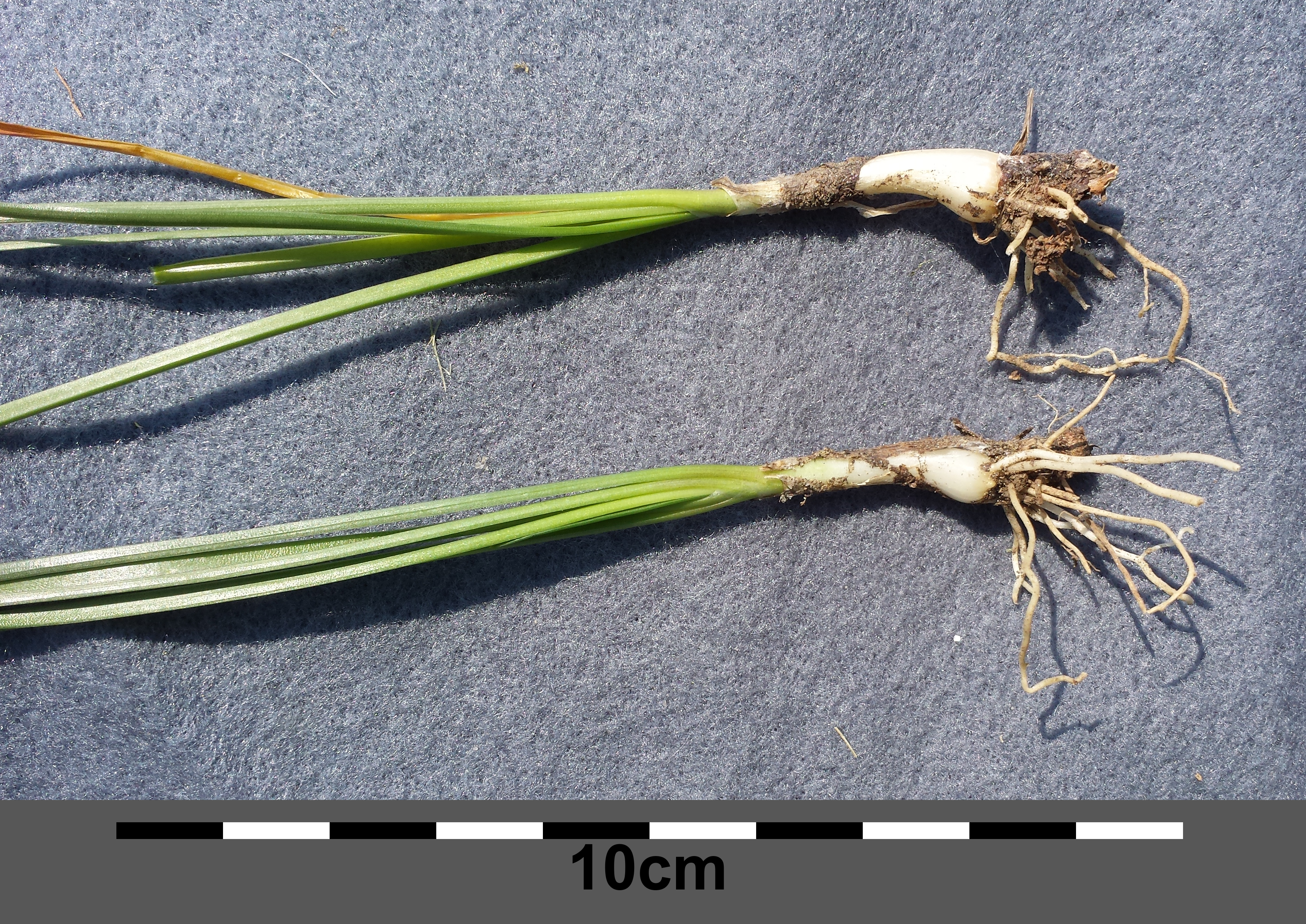
Вегетативні частини — носії сірчаних сполук, яким рослина завдячує своїм запахом.

Латинська родова назва Allium кельтського походження і означає «пекучий». Вона вказує на гострий смак та запах, який при вдиханні подразнює слизові оболонки носа та очей — ознаки, притаманні усім представникам роду. На ці ж особливості вказують українські родові назви цього виду: основна відсилає до більш знаного городнього часнику, а синонімічна натякає на городню цибулю. Видовий епітет, як латинський, так і український (відповідно, montanum і гірський) вказує на розповсюдження цієї рослини, приуроченої до гірських областей. Латинський синонім Allium lusitanicum, який часто розглядають як основну назву, вказує на місце, з якого вперше було описано характерно представника цього таксона, — історичну область Лузітанію, розташовану на Піренейському півострові.

## Опис

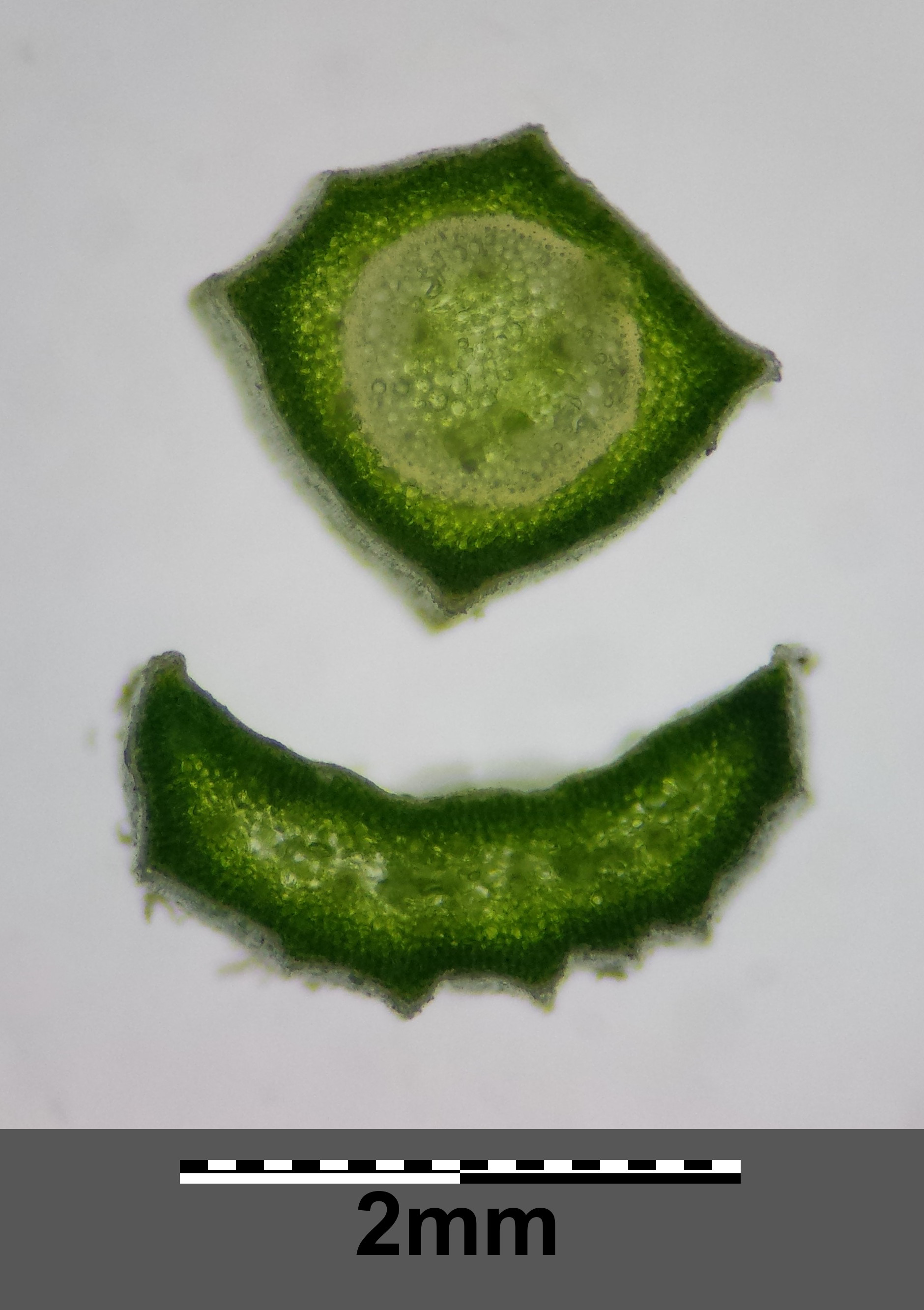
Поперечний розріз квітконоса (вверху) та листка (внизу).

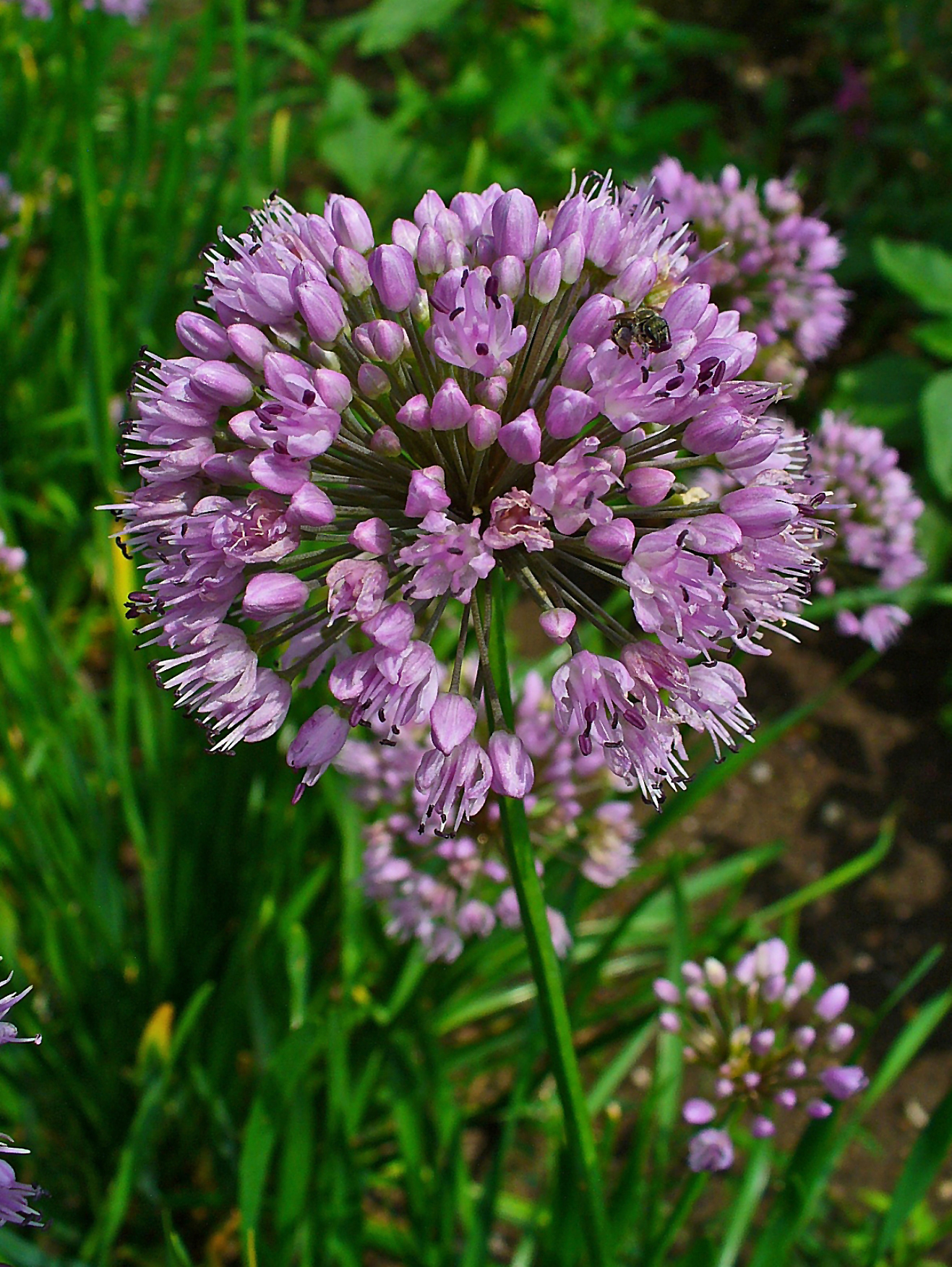
Суцвіття.

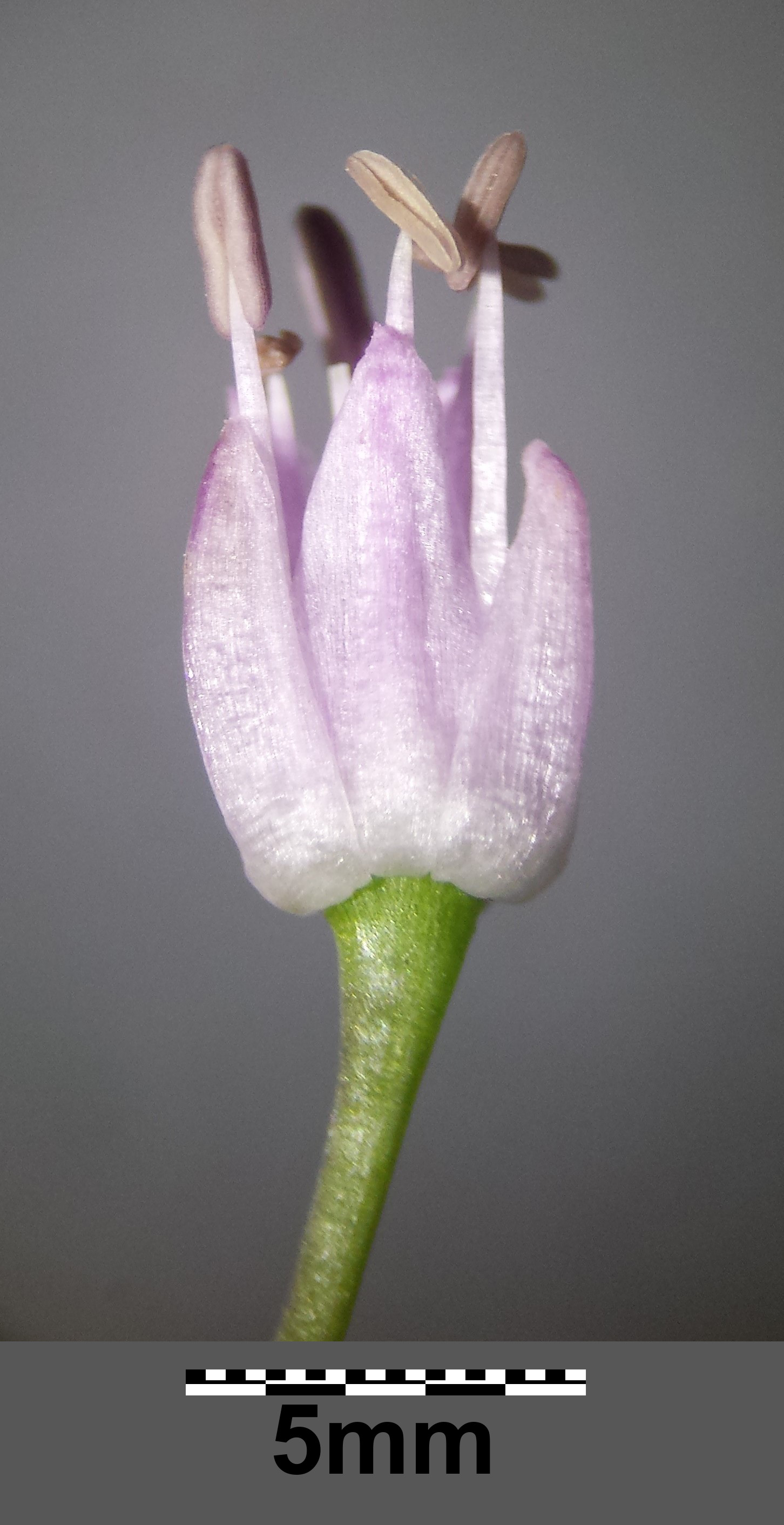
Квітка великим планом: помітно тичинки, що виступають над пелюстками.

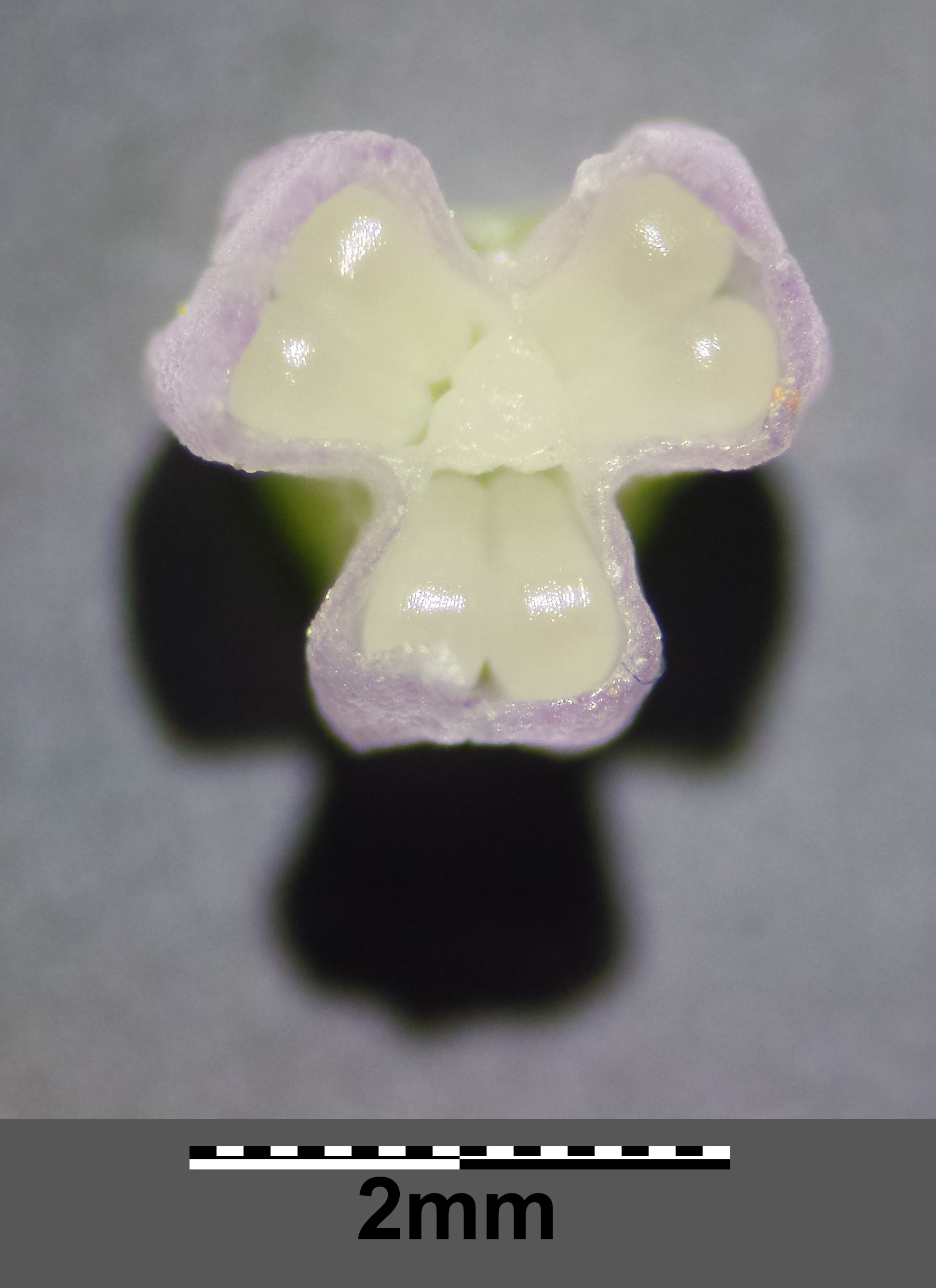
Поперечний розріз маточки: в кожному гнізді видно зачатки двох майбутніх насінин.

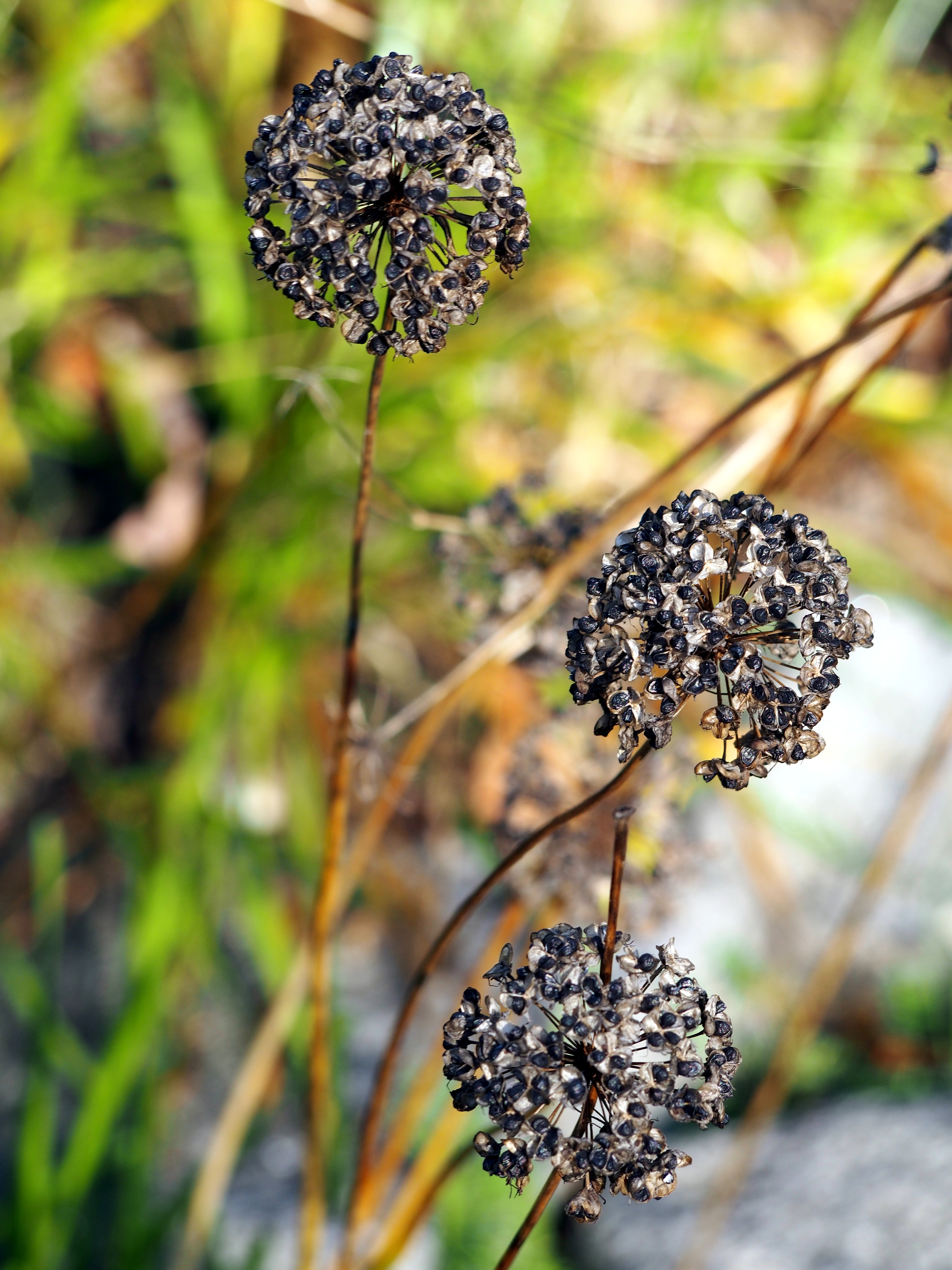
Стиглі плоди, в середині яких видно насіння.

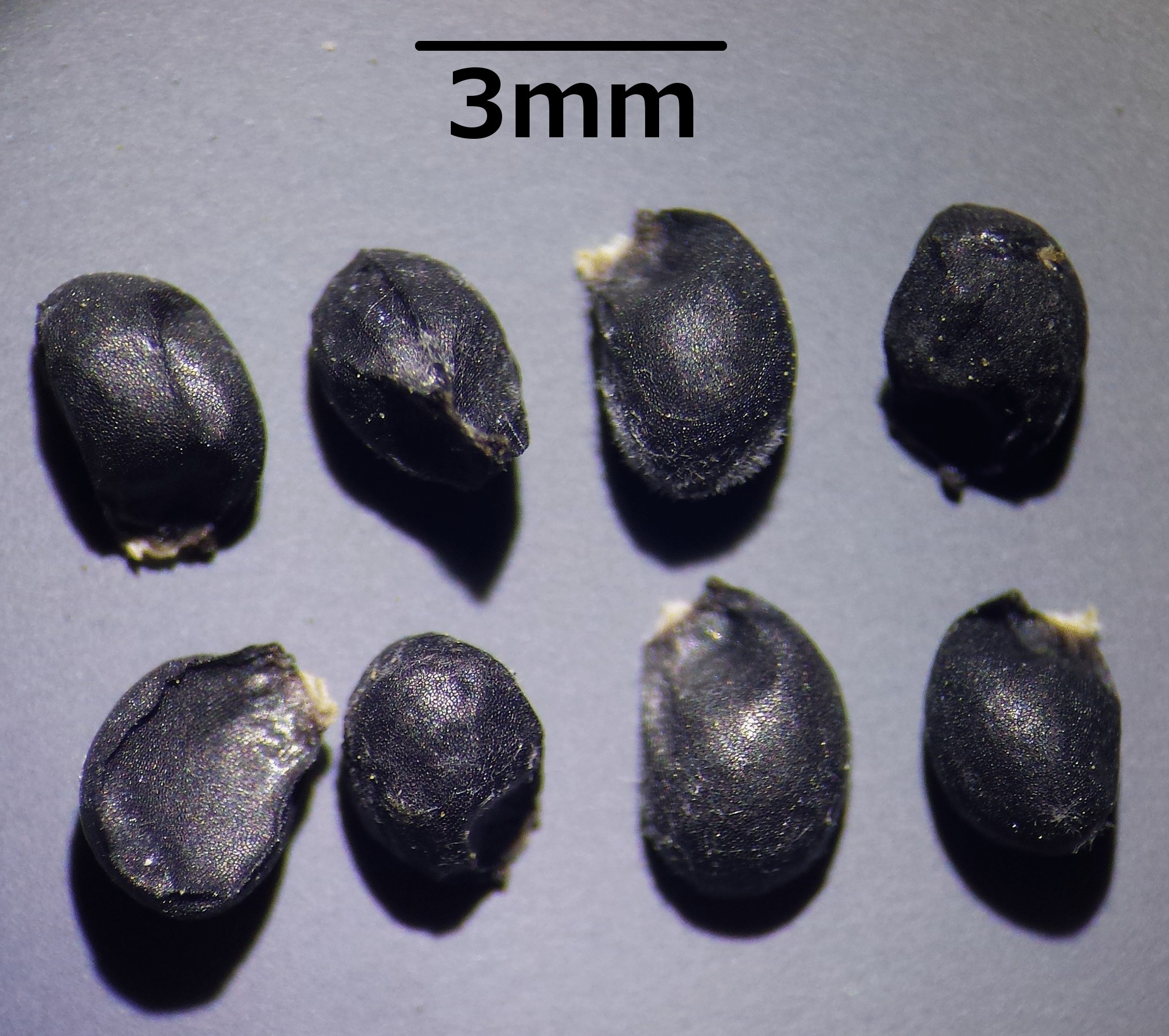
Насінини великим планом.

Багаторічна трав'яниста рослина заввишки 7—45 см, геофіт. Вегетативним частинам цього виду притаманний гострий специфічний запах, схожий на запах городнього часнику. Цибулини завширшки 0,8—1 см, яйцеподібні або конічні, вкриті тонкими світлими лусками. Коріння мичкувате, біле. Стебло відсутнє. Листків 4—9, їхня довжина складає 4—30 см, ширина — 2—6 мм. Усі листки сидячі (зібрані в розетку), лінійні, пласкі, жолобчасті, із тупою верхівкою, у нижній частині інколи круглі в перерізі, але не мають киля.
Прямостоячі квітконоси нечисленні, однак їх зазвичай більше одного. У перерізі вони круглі або невиразно гранчасті. Суцвіття являє собою багатоквітковий напівкулястий, рідше майже кулястий зонтик завширшки 2—5 см із плівчастим покривалом, що огортає квітки до початку цвітіння. Квітки двостатеві, актиноморфні, шестичленні, із чашоподібною оцвітиною бузкового чи рожево-фіолетового кольору. Листочки оцвітини яйцеподібні чи ланцетні, причому внутрішні довші за зовнішні. Тичинки довші за пелюстки: довжина тичинкових ниток складає 4—6,5 мм, ширина біля основи у тичинок зовнішнього кола становить близько 0,5 мм, у тичинок внутрішнього кола — близько 1 мм. Маточка довша за пелюстки. Зав'язь тридільна.
Плід — тригнізда коробочка завдовжки до 4 мм. Насіння чорне.
Число хромосом 2n = 14, 24, 32.

### Визначення
Часник гірський дуже схожий на скороду, або часник заячий, однак в останнього тичинки відносно короткі — вони не виступають за листочки оцвітини. У часника гірського тичинки довші за пелюстки в середньому у 1,2 рази. Крім того, листки у скороди килюваті, а цвітіння відбувається лише у липні — серпні.

## Поширення
Ареал часника гірського охоплює Центральну, частково, Південну та Східну Європу, а також південну частину Сибіру. На теренах Європи ця рослина поширена перш за все у гірських районах, наприклад, доволі звичайна в Альпах, Піренеях. На північних, західних та крайніх південно-східних околицях Європи цей вид відсутній, зокрема, часник гірський не виявлений у флорі Ісландії, Ірландії, Великої Британії, країн Бенілюксу, Данії, Фінляндії, Албанії та Греції. Не достатньо підтверджені його знахідки на Балканському півострові. У північній кліматичній зоні його осередки зростання знайдені лише на півдні Скандинавії та в Литві. У Східній Європі він трапляється на теренах Угорщини, Румунії, Молдови, України та Болгарії, проте, через ці країни проходить східна межа ареалу, тому в них часник гірський можна віднайти не часто. Наприклад, у Румунії його поширення обмежене тільки Карпатами, у Болгарії цей вид описаний лише у Балканських горах. З цього географічного розподілу видно, що часник гірський уникає зон із морським кліматом. Доказом цього слугує і те, що в Італії цей вид доволі звичайний на півночі країни — в південній частині Альп, але не відомий на півдні — на острові Сицилія.
В Україні розсіяні популяції цього виду зосереджені на Правобережжі: у Закарпатті, Карпатах, Прикарпатті, на Поділлі, в Поліссі та Придніпров'ї.

## Екологія
Часник гірський добре переносить екстремальні температури (водночас є морозо- та жаростійкою рослиною), світлолюбний, помірно посухостійкий. Зазвичай зростає на передгірських та гірських луках, остепнених лучних схилах, скелястих уступах. Віддає перевагу дерново-карбонатним ґрунтам, тобто таким, що містять багато кальцію. У горах трапляється на висотах до 1500—2400 м. В природі часник гірський входить до рослинних угруповань наступних союзів: Cirsio-Brachypodion pinnati, Seslerio-Festucion glaucae, Galio campanulatae-Poion versicoloris (в асоціації Poëtum versicoloris), Alysso-Sedion (асоціації Aurinio saxatilis-Allietum podolici, Minuartio auctae-Festucetum pallentis, Stipetum pulcherrimae). Дослідження подільських популяцій показали, що його супутниками у трав'яному покриві найчастіше виступають костриця валіська, часник подільський, Aurinia saxitilis, самосил гайовий і вероніка сива.
Розмножується вегетативно та насінням, причому насіннєве розмноження переважає. Цвітіння у різних частинах ареалу триває з червня по жовтень. Квіти запилюють бджоли та метелики.

## Значення і статус виду
Загалом часник гірський належить до видів, яким не загрожує небезпека винищення, однак у прикордонних частинах ареалу ця рослина місцями є рідкісною. Через невисоку щільність популяцій та їхню нестабільність цей вид часнику занесений до Червоної книги Молдови та списку охоронюваних рослин Тернопільської області (Україна).
Господарське значення виду невелике. Часник гірський інколи висаджують у квітниках, бордюрах та альпінаріях. За декоративними якостями ця рослина не поступається іншим низькорослим видам цибулі. Вона вирізняється компактністю, невибагливістю, відносно повільним розвитком (перше цвітіння відбувається у віці 2—5 років). У культурі її розмножують насінням, яке висівають на глибину 5 см. Його проростання відбувається, як правило, після природної стратифікації, тому сіянці можуть з'явитися лише наступної весни після посіву.

## Таксономія
Таксономічний статус цього виду однозначно не визначений. Українські ботаніки переважно розглядають його як самостійний вид під латинською назвою Allium montanum (за міжнародною номенклатурою наразі недійсна). Водночас, Словник українських наукових і народних назв судинних рослин вказує для цього виду й латинський синонім Allium senescens L. subsp. montanum (Fries) J.Holub — часни́к постарі́лий гірськи́й. Слід зауважити, що як підвид часника постарілого часник гірський часто розглядають й закордонні дослідники. Однак, сайт The Plant List подає інакшу синонімію: в його списку Allium montanum є синонімом Allium lusitanicum Lam.